# Ектоплазма
Ектоплазма (від грец. εκτός — «зовні» і πλάσμα — у цьому випадку «вміст») — зовнішній шар клітинної цитоплазми, що має більш високу щільність у порівнянні з її внутрішнім шаром (ендоплазмою).
Поділ цитоплазми на ектоплазму і ендоплазму умовний і більшою мірою виражений у найпростіших, де ектоплазма бере участь у механізмі руху клітини.
В ектоплазмі не містяться гранули і більшість органел, але, наприклад, у інфузорії-туфельки в ектоплазму знаходяться кінетосоми (базальні тільця), від яких відходять війки. Від кінетосом відходять кінетодесмальні фібрили, які разом утворюють подовжній тяж фібрил, що називається кінетодесмою. Розташовані в ряд кінетосоми разом з їх кінетодесмами складають кінетичну одиницю. Фібрилярна мережа в ендоплазмі пов'язана з кінетодесмальними структурами ектоплазми. Мабуть, весь цей комплекс регулює роботу війок інфузорії.
| Клітина | Це незавершена стаття з клітинної біології. Ви можете допомогти проєкту, виправивши або дописавши її. |